# بيتس بيل
بيتس بيل هو نوع من مكبرات الصوت المحمولة التي تعمل بتقنية البلوتوث والتي تنتجها شركة بيتس إلكترونيكس، وهي حاليًا شركة تابعة لشركة أبل. تتميز بيتس بيل بشكلها الشبيه بالكبسولة. تم إصدار العديد من طرازات بيل منذ الإطلاق الأصلي في عام 2012، مع أحدث إصدار في عام 2024.
تلقى الطراز الأصلي مراجعات متباينة، حيث أشاد النقاد بتصميمه الصناعي وسهولة استخدامه، لكنهم اعتقدوا أن جودة الصوت كانت تفتقر إلى النطاق المنخفض، ولم تكن عالية بما يكفي لتبرير سعر المنتج. تلقى طراز بيتس بيل بلاس المحدث مراجعات أكثر إيجابية، حيث اعتقد النقاد أنه يتمتع بصوت أنظف وأكثر توازناً.

## التصميم والوظائف
لقد تم نسخ شكل "حبة الدواء" الشهير من بيتس كثيرًا في مكبرات الصوت المحمولة التي تعمل بتقنية البلوتوث وهناك سبب لذلك. إنه سهل الحمل، ويتناسب مع أي مكان يمكن وضع زجاجة ماء فيه، ويمكن وضعه بكل سهولة على طاولة أو سطح مستوٍ مماثل. يمكنك الحصول على واحد بألوان بيتس الكلاسيكية - الأسود أو الأحمر أو الشمبانيا.
يعتبر بيتس بيل أحد أول المنتجات التي طورتها الشركة بنفسها بعد انتهاء صفقة التصنيع الحصرية مع مونستر كابل بروداكت وقد صممه استوديو امينايشن ديزاين كروب التابع لروبرت برونر، ويحمل تصميمًا قائمًا على الكبسولة يبلغ طوله حوالي 7.7 بوصات (20 سم). يتميز مظهره بأسطح منحنية ولمسة نهائية لامعة. يحتوي مكبر الصوت على عناصر تحكم بسيطة، يعمل الشعار كزر متعدد الأغراض لبدء وإيقاف المسارات، والأزرار الأخرى الوحيدة هي مفاتيح الصوت وزر الطاقة.
يستخدم بيتس بيل تقنية البلوتوث ويدعم الاتصال قريب المدى لإقران الأجهزة. كما يتضمن مقابس إدخال وإخراج صوت مقاس 3.5 مم. يتم شحن بيتس بيل عبر منفذ ميكرو يو إس بي، ويأتي مع محول تيار متردد يو إس بي. يتضمن الجهاز أيضًا ميكروفونًا حتى يمكن استخدامه كمكبر صوت. في عام 2013، تم إصدار إصدارات محدثة من بيتس بيل. تتميز الموديلات الجديدة بعمر بطارية أطول، ومنفذ لشحن أجهزة يو إس بي الأخرى، والقدرة على إقران بيتس بيل معًا باستخدام تقنية الاتصال قريب المدى إن إف سي (NFC) لتشغيل نفس الصوت إما بشكل فردي، أو التعامل مع قنوات الاستريو اليسرى واليمنى على التوالي، وحوامل الأحرف، وإصدار "XL" جديد أكبر.
في 3 يونيو 2015، استدعت بيتس طواعية جميع موديلات بيتس بيل XL، مشيرة إلى أنه في حالات نادرة، قد ترتفع درجة حرارة البطارية وتشتعل.
تم الكشف عن بيتس بيل + في أكتوبر 2015، أكبر قليلاً من الطراز السابق، ويحمل تصميمًا جديدًا مع عناصر تحكم في مستوى الصوت مثبتة في الأعلى وزر شعار بيتس. تم إعادة تصميم أجهزة مكبر الصوت بيل لتحسين جودة الصوت. يستخدم بيل + موصل لايتنين من أبل بدلاً من يو إس بي، ويمكنه شحن منتجات أي أو إس المدعومة من بطاريته - والتي تتمتع بسعة متزايدة مصنفة لمدة 12 ساعة من الاستخدام بشحنة واحدة. يحتوي بيل + على تطبيق جوال مصاحب لأجهزة أي يو إس و أندرويد، يُستخدم لإقران مكبرات الصوت معًا (بدلاً من NFC)، والسماح لمستخدمين متعددين بالتناوب على تشغيل الموسيقى على بيل واحد.

### طراز 2024
تم الكشف عن طراز بيتس بيل الجديد وتم إصداره في يونيو 2024، تصميمه مشابه للنماذج السابقة، ولكن مع تحسين أجهزة الصوت ومكبرات الصوت بزاوية لأعلى، وشهادة IP67، وحبل لحمل السماعة، وسعة بطارية تصل إلى 24 ساعة من الاستخدام. يستخدم الطراز الجديد يو إس بي سي للشحن، ويدعم أيضًا إدخال الصوت بدون فقدان عبر يو إس بي سي.

## التسويق
تم إصدار نموذج وردي في عام 2013 كجزء من التعاون مع نيكي ميناج.

## آراء المستخدمين
من بين أكثر الأشياء الإيجابية التي استحسنها المستخدمون لجهاز بيتس بيل هي: تصنيف IP67، ومستوى صوت جيد بالنسبة لحجم الجهاز، بالإضافة كذلك لعمر البطارية الرائع.
لقد قوبلت مكبرات الصوت بيتس بيل بمراجعات متباينة، ففي حين تم الثناء على تصميمها وسهولة استخدامها ومستويات الصوت التي يمكنها إنتاجها، تعرضت بيتس بيل لانتقادات في المقام الأول بسبب جودة الصوت وسعرها. وقد انتقدت مجلة بيسي ماكازين على وجه الخصوص طريقة تعاملها مع الصوت الجهير، وخلصت إلى أنها "تقدم عامل شكل فريد وتعمل أيضًا كمكبر صوت جيد، ولكنها ببساطة لا تقدم جودة صوت جيدة بما يكفي لتبرير سعرها البالغ 200 دولار. وبينما قد تحصل على تجربة استماع عالية وواضحة بشكل معقول في مقطع واحد، فقد تصدر المقطع التالي صوتًا مزعجًا وتجبرك على تعديل مستوى الصوت لمجرد أنها تحتوي على صوت جهير أكثر قليلاً".
كان تقييم سي نيت متباينًا بشكل مماثل، حيث أشار إلى ميزات فريدة مثل "تصميمه المذهل"، ودعم إن إف سي، والقدرة على العمل كجهاز تمرير لأنظمة صوتية أخرى، و"صوته التفصيلي نسبيًا مع جهير محترم مقارنة بمكبرات الصوت الصغيرة الأخرى في فئتها." تم منحه في الأصل درجة 3.5 من 5، ولكن تم تعديلها لاحقًا إلى 3.0، مشيرًا إلى توفر مكبرات صوت منافسة بجودة صوت متطابقة أو أفضل بسعر أقل.
في عرض توضيحي موجز، شعرت دو فورج أن بيل+ هو "السماعة الأكثر جاذبية من حيث المظهر والصوت التي صنعتها بيتس على الإطلاق"، ولاحظت أن تحسينات تصميمها كانت متأثرة بلغة تصميم الأجهزة الخاصة بشركة أبل، وأنه من حيث جودة الصوت، "لعدم وجود طريقة أفضل لوصفها، كانت هناك مساحة بين جميع الأصوات الصادرة من السماعة، في حين أن معظم السماعات الأخرى تميل إلى سحق جميع الترددات المختلفة معًا." شعرت مجلة بيسي أن بيل+ تقدم "تجربة استماع نظيفة ومحددة جيدًا ومتوازنة"، ولكن نظرًا لأن برامج التشغيل الخاصة بها لم تكن بزاوية لأعلى، "فإنك تفقد الكثير من التعريف الذي توفره مكبرات الصوت عالية التردد ما لم تكن مصادفة محاذية لأذنيك". وقد قيل إن بيل+ تفتقر إلى "القوة وعمق الجهير" لنقطة سعرها، ولكن "تقديم الصوت النظيف" يعوض عن ذلك.
كان موقع دو فورج إيجابيًا بشأن طراز 2024، حيث قيمه بأنه واضح، ويمكن تشغيله بصوت عالٍ إلى حد ما، ومضبوط جيدًا لقوائم اليوم، ويبدو جيدًا تمامًا في معظم السيناريوهات غير الرسمية. وفي الختام، تم تقييم أن جهاز بيل الجديد كان أكثر من تنافسي في نطاق سعره البالغ 150 دولارًا أمريكيًا.